# Tancrou
Tancrou est une commune française située dans le département de Seine-et-Marne, en région Île-de-France.

## Géographie

### Localisation
La commune est située le long de la rive droite de la Marne à 2,5 km au sud-est de Mary-sur-Marne.

### Communes limitrophes
| Mary-sur-Marne      | Ocquerre | Cocherel |
| Isles-les-Meldeuses | Tancrou  |          |
| Armentières-en-Brie | Jaignes  | Chamigny |

### Géologie et relief
La commune est classée en zone de sismicité 1, correspondant à une sismicité très faible.
L'altitude varie de 48 mètres à 195 mètres pour le point le plus haut , le centre du bourg se situant à environ 71 mètres d'altitude (mairie)
.

### Hydrographie

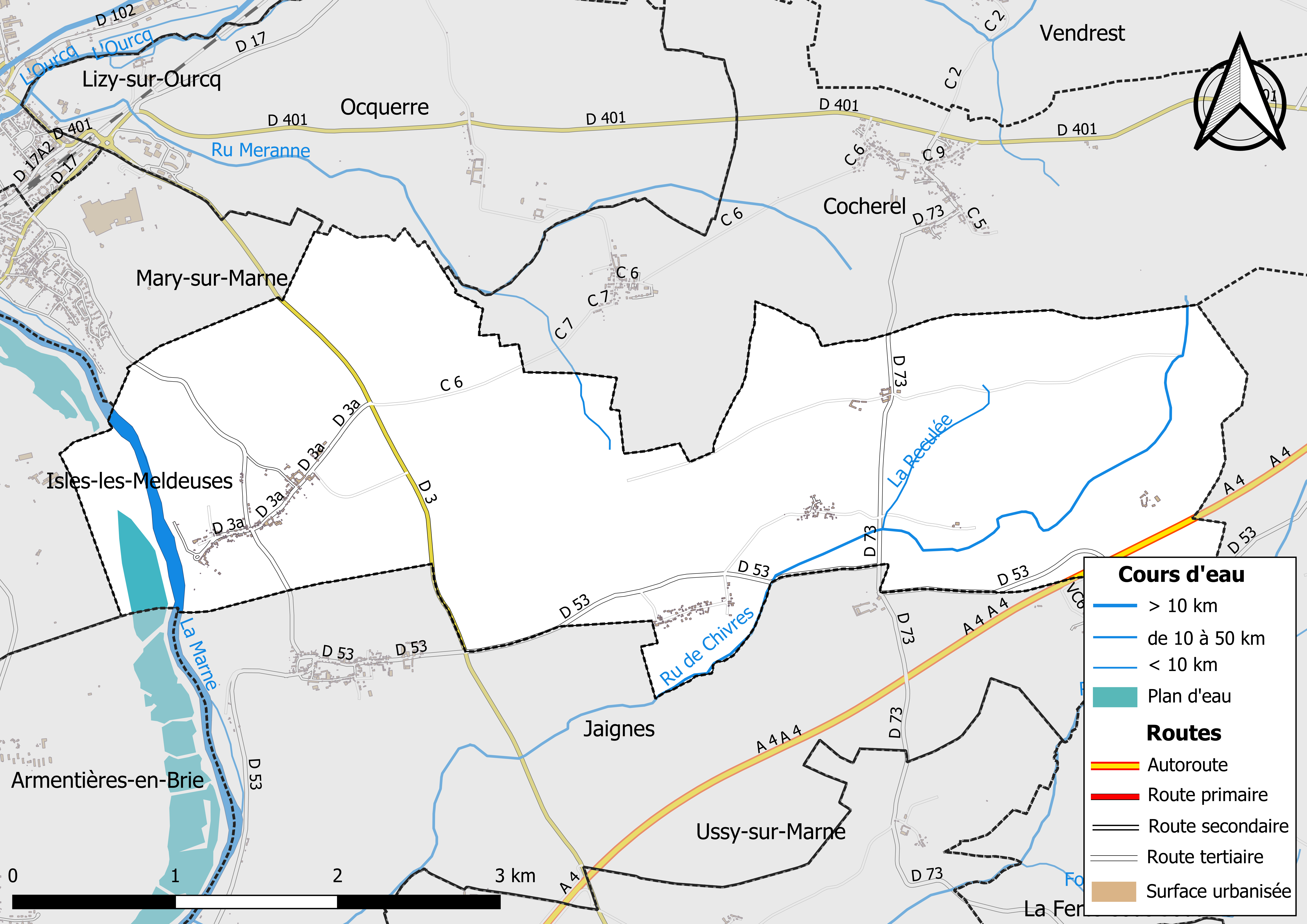
Carte des réseaux hydrographique et routier de Tancrou.

Le réseau hydrographique de la commune se compose de quatre cours d'eau référencés :
- la rivière la Marne, longue de 514,26 km[3], principal affluent de la Seine ;
  - le ru de Chivres (ou ru de Rutel), long de 8,90 km[4], affluent de la Marne ;
    - la Reculée, 1,21 km[5], qui conflue avec le ru de Chivres ;
- le ru de Sallucy, long de 1,36 km[6], qui conflue avec le ru de Méranne.

La longueur totale des cours d'eau sur la commune est de 7,96 km.

### Climat
Pour des articles plus généraux, voir Climat de l'Île-de-France et Climat de Seine-et-Marne.
En 2010, le climat de la commune est de type climat océanique dégradé des plaines du Centre et du Nord, selon une étude du CNRS s'appuyant sur une série de données couvrant la période 1971-2000. En 2020, Météo-France publie une typologie des climats de la France métropolitaine dans laquelle la commune est exposée à un climat océanique altéré et est dans la région climatique Nord-est du bassin Parisien, caractérisée par un ensoleillement médiocre, une pluviométrie moyenne régulièrement répartie au cours de l’année et un hiver froid (3 °C).
Pour la période 1971-2000, la température annuelle moyenne est de 10,8 °C, avec une amplitude thermique annuelle de 15,1 °C. Le cumul annuel moyen de précipitations est de 755 mm, avec 11,5 jours de précipitations en janvier et 8,1 jours en juillet. Pour la période 1991-2020, la température moyenne annuelle observée sur la station météorologique la plus proche, située sur la commune de Changis-sur-Marne à 5 km à vol d'oiseau, est de 11,9 °C et le cumul annuel moyen de précipitations est de 710,1 mm,. Pour l'avenir, les paramètres climatiques de la commune estimés pour 2050 selon différents scénarios d'émission de gaz à effet de serre sont consultables sur un site dédié publié par Météo-France en novembre 2022.
| Mois                                  | jan.            | fév.           | mars          | avril         | mai           | juin          | jui.          | août          | sep.          | oct.          | nov.             | déc.          | année      |
| ------------------------------------- | --------------- | -------------- | ------------- | ------------- | ------------- | ------------- | ------------- | ------------- | ------------- | ------------- | ---------------- | ------------- | ---------- |
| Température minimale moyenne (°C)     | 2               | 1,9            | 3,5           | 5,8           | 9,2           | 12,3          | 14            | 13,7          | 10,9          | 8,7           | 4,9              | 2,6           | 7,5        |
| Température moyenne (°C)              | 4,6             | 5,2            | 8             | 11,2          | 14,6          | 17,9          | 19,9          | 19,7          | 16,5          | 12,7          | 7,9              | 5,2           | 11,9       |
| Température maximale moyenne (°C)     | 7,1             | 8,5            | 12,5          | 16,6          | 20            | 23,5          | 25,8          | 25,7          | 22            | 16,8          | 10,9             | 7,7           | 16,4       |
| Record de froid (°C) date du record   | −14,2 07.01.09  | −11,5 07.02.12 | −9,6 01.03.05 | −4,8 08.04.03 | −0,5 06.05.19 | 2,4 04.06.01  | 6,8 31.07.15  | 5,9 26.08.18  | 1,8 30.09.18  | −2,7 24.10.03 | −10,4 24.11.1998 | −8,9 26.12.10 | −14,2 2009 |
| Record de chaleur (°C) date du record | 16,7 05.01.1999 | 20,8 27.02.19  | 25,5 31.03.21 | 29,1 20.04.18 | 32 28.05.17   | 36,4 21.06.17 | 42,2 25.07.19 | 40,1 07.08.03 | 35,8 09.09.23 | 29 02.10.23   | 22,8 07.11.15    | 18 07.12.00   | 42,2 2019  |
| Précipitations (mm)                   | 56,1            | 53,2           | 54,1          | 44,2          | 65,6          | 59,2          | 64,9          | 67,5          | 50,4          | 61,6          | 58,8             | 74,5          | 710,1      |

### Milieux naturels et biodiversité

#### Réseau Natura 2000

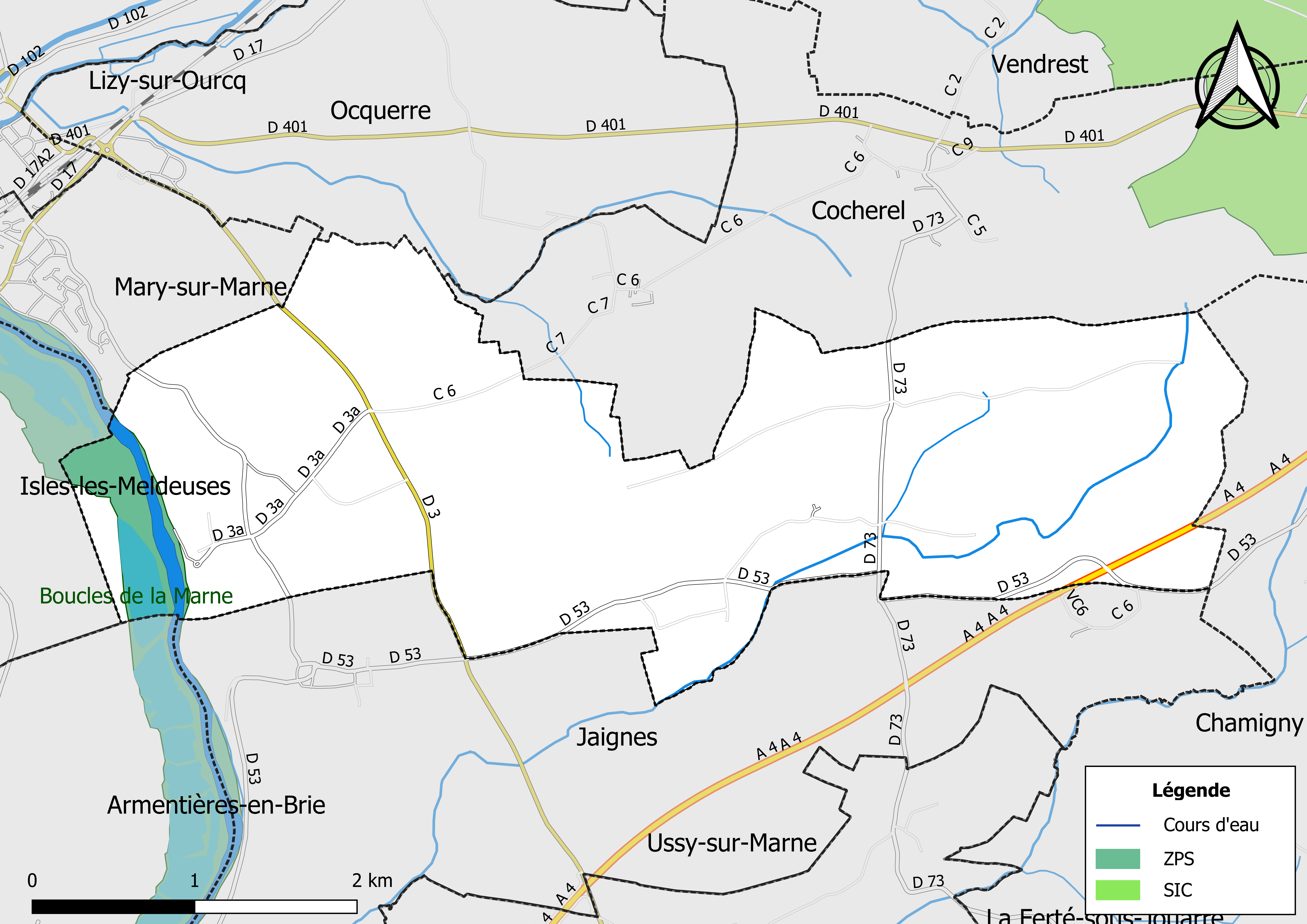
Sites Natura 2000 sur le territoire communal.

Le réseau Natura 2000 est un réseau écologique européen de sites naturels d’intérêt écologique élaboré à partir des Directives « Habitats » et « Oiseaux ». Ce réseau est constitué de Zones spéciales de conservation (ZSC) et de Zones de protection spéciale (ZPS). Dans les zones de ce réseau, les États Membres s'engagent à maintenir dans un état de conservation favorable les types d'habitats et d'espèces concernés, par le biais de mesures réglementaires, administratives ou contractuelles.
Un  site Natura 2000 a été défini sur la commune au titre de la « directive Oiseaux », :  
- les « Boucles de la Marne », d'une superficie de 2 641 ha, un lieu refuge pour une population d’Œdicnèmes criards d’importance régionale qui subsiste malgré la détérioration des milieux[16],[17].

#### Zones naturelles d'intérêt écologique, faunistique et floristique

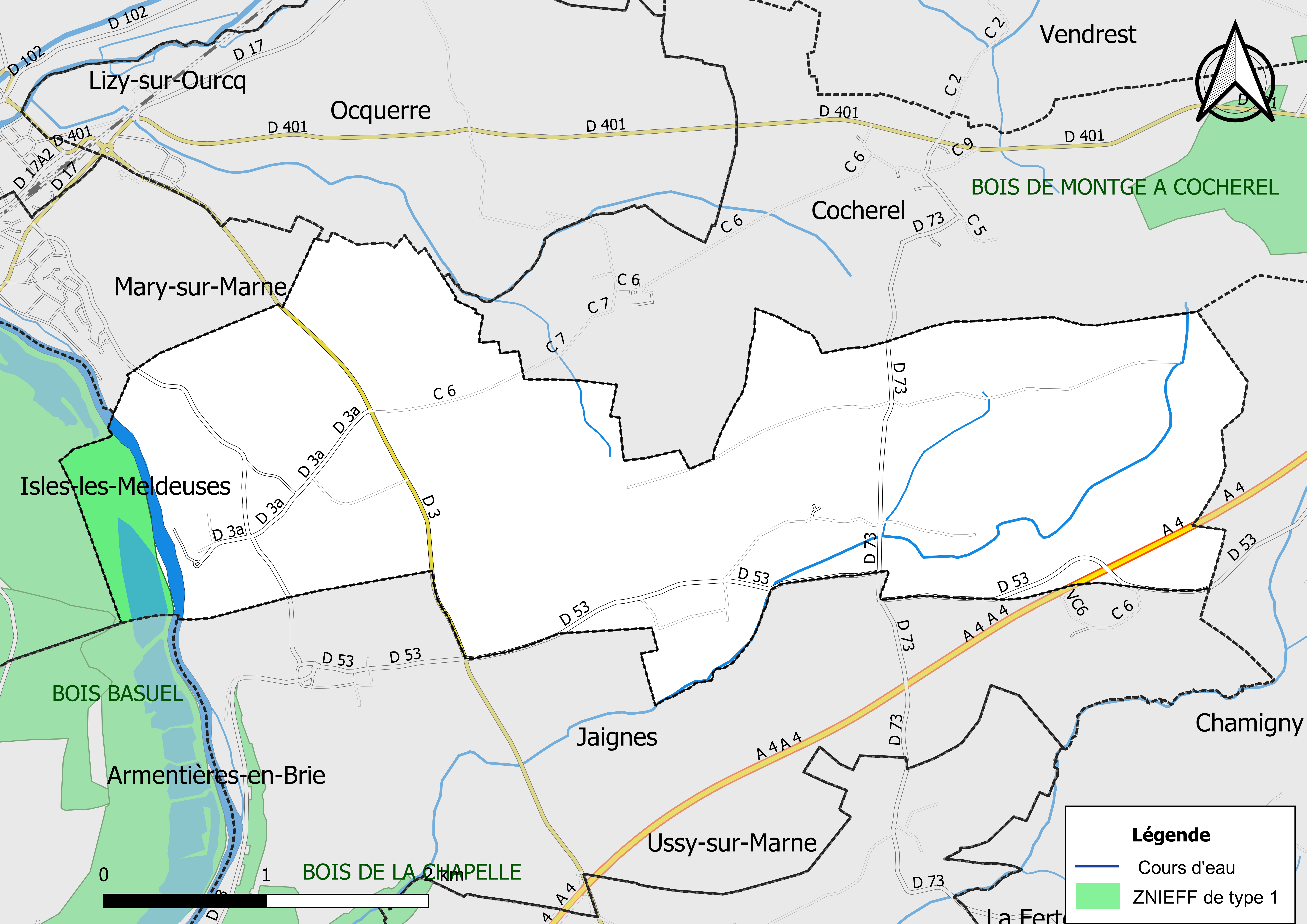
Carte des ZNIEFF de type 1 localisées sur la commune.

L’inventaire des zones naturelles d'intérêt écologique, faunistique et floristique (ZNIEFF) a pour objectif de réaliser une couverture des zones les plus intéressantes sur le plan écologique, essentiellement dans la perspective d’améliorer la connaissance du patrimoine naturel national et de fournir aux différents décideurs un outil d’aide à la prise en compte de l’environnement dans l’aménagement du territoire.
Le territoire communal de Tancrou comprend une ZNIEFF de type 1,,, 
la « Carrière d'Isles-les-Meldeuses et Armentières » (477,52 ha), couvrant 3 communes du département.

## Urbanisme

### Typologie
Au 1er janvier 2024, Tancrou est catégorisée commune rurale à habitat dispersé, selon la nouvelle grille communale de densité à sept niveaux définie par l'Insee en 2022.
Elle est située hors unité urbaine. Par ailleurs la commune fait partie de l'aire d'attraction de Paris, dont elle est une commune de la couronne,. Cette aire regroupe 1 929 communes,.

### Lieux-dits et écarts
La commune compte 47 lieux-dits administratifs répertoriés consultables ici (source : le fichier Fantoir) dont Villemeneux, les Éssarts, Rutel.

### Occupation des sols
L'occupation des sols de la commune, telle qu'elle ressort de la base de données européenne d’occupation biophysique des sols Corine Land Cover (CLC), est marquée par l'importance des territoires agricoles (89,4 % en 2018), une proportion sensiblement équivalente à celle de 1990 (90 %). La répartition détaillée en 2018 est la suivante : 
terres arables (87,4% ), forêts (5,4% ), mines, décharges et chantiers (4,3% ), zones agricoles hétérogènes (2,1% ), eaux continentales (0,9 %).
Parallèlement, L'Institut Paris Région, agence d'urbanisme de la région Île-de-France, a mis en place un inventaire numérique de l'occupation du sol de l'Île-de-France, dénommé le MOS (Mode d'occupation du sol), actualisé régulièrement depuis sa première édition en 1982. Réalisé à partir de photos aériennes, le Mos distingue les espaces naturels, agricoles et forestiers mais aussi les espaces urbains (habitat, infrastructures, équipements, activités économiques, etc.) selon une classification pouvant aller jusqu'à 81 postes, différente de celle de Corine Land Cover,,. L'Institut met également à disposition des outils permettant de visualiser par photo aérienne l'évolution de l'occupation des sols de la commune entre 1949 et 2018.

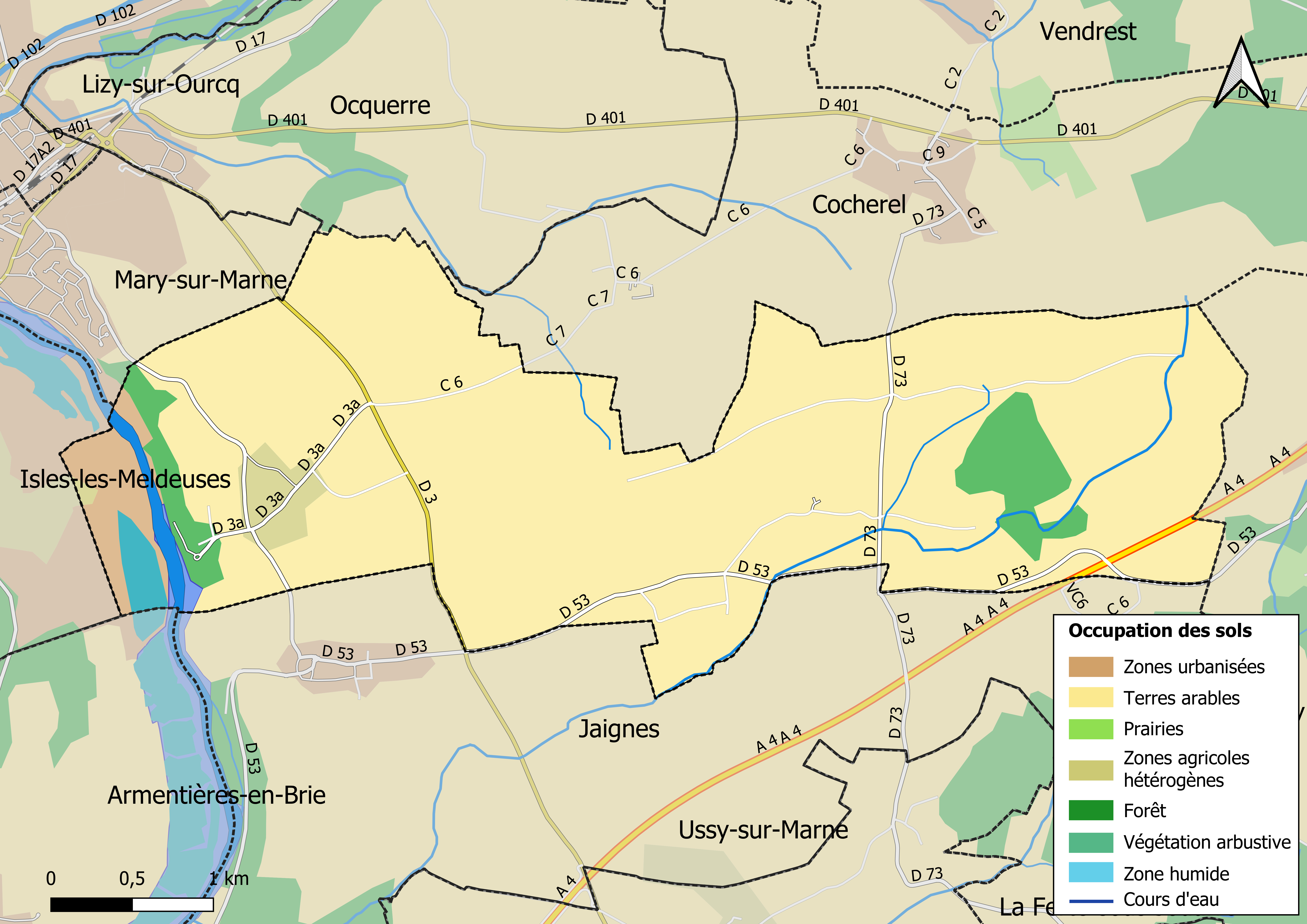
Carte des infrastructures et de l'occupation des sols en 2018 (CLC) de la commune.
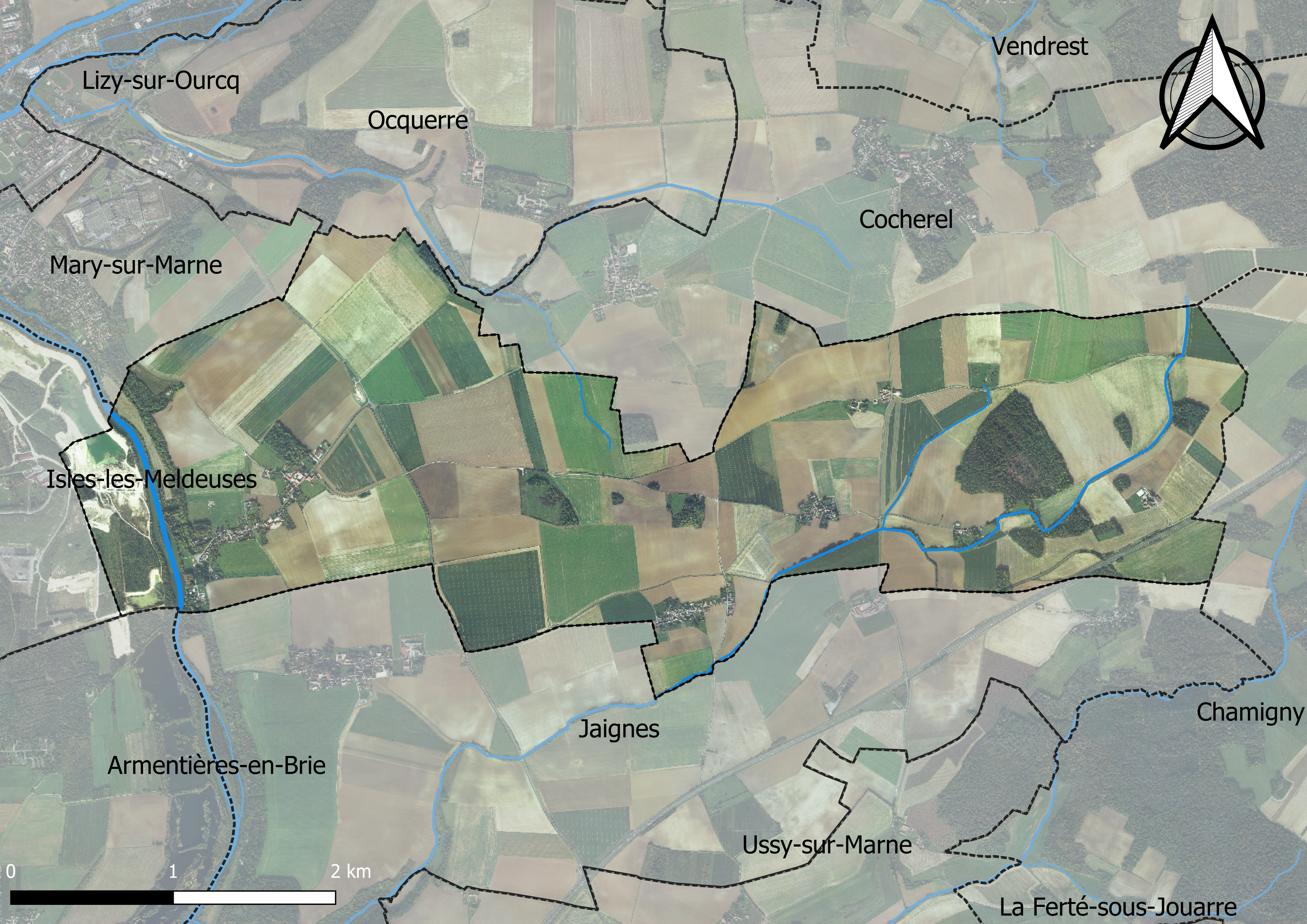
Carte orhophotogrammétrique de la commune.

### Planification
La loi SRU du 13 décembre 2000 a incité les communes à se regrouper au sein d’un établissement public, pour déterminer les partis d’aménagement de l’espace au sein d’un SCoT, un document d’orientation stratégique des politiques publiques à une grande échelle et à un horizon de 20 ans et s'imposant aux documents d'urbanisme locaux, les PLU (Plan local d'urbanisme). La commune est dans le territoire du SCOT Marne Ourcq, approuvé le 6 avril 2017 et porté par le syndicat mixte Marne-Ourcq regroupant 41 communes du Pays de l'Ourcq et du Pays Fertois.
La commune disposait en 2019 d'un plan local d'urbanisme en révision. Le zonage réglementaire et le règlement associé peuvent être consultés sur le Géoportail de l'urbanisme.

### Logement
En 2016, le nombre total de logements dans la commune était de 154 dont 92,4 % de maisons et 6,3 % d'appartements.
Parmi ces logements, 88,1 % étaient des résidences principales, 7,3 % des résidences secondaires et 4,6 % des logements vacants.
La part des ménages fiscaux propriétaires de leur résidence principale s'élevait à 80 % contre 16,8 % de locataires et 3,2 % logés gratuitement.

### Voies de communication et transports

#### Transports
La commune est desservie par les lignes du réseau de bus Meaux et Ourcq : 
- No 41 ( Vendrest – Lizy-sur-Ourcq) ;
- No 61B ( Jaignes – Changis-sur-Marne).

## Toponymie
Le nom de la localité est mentionné sous les formes E. de Tancrou au XIIIe siècle ; Prior de Tancroto en 1353 ; Trancron en 1801.

## Politique et administration

### Liste des maires
| Période                                  | Période  | Identité             | Étiquette | Qualité                  |
| ---------------------------------------- | -------- | -------------------- | --------- | ------------------------ |
| avant 1995                               | ?        | Robert de La Valette |           |                          |
| mars 2001                                | En cours | Christian Tronche    | PS        | Retraité de l'imprimerie |
| Les données manquantes sont à compléter. |          |                      |           |                          |

## Équipements et services

### Eau et assainissement
L’organisation de la distribution de l’eau potable, de la collecte et du traitement des eaux usées et pluviales relève des communes. La loi NOTRe de 2015 a accru le rôle des EPCI à fiscalité propre en leur transférant cette compétence. Ce transfert devait en principe être effectif au 1er janvier 2020, mais la loi Ferrand-Fesneau du 3 août 2018 a introduit la possibilité d’un report de ce transfert au 1er janvier 2026,.

#### Assainissement des eaux usées
En 2020, la commune de Tancrou ne dispose pas d'assainissement collectif,.
L’assainissement non collectif (ANC) désigne les installations individuelles de traitement des eaux domestiques qui ne sont pas desservies par un réseau public de collecte des eaux usées et qui doivent en conséquence traiter elles-mêmes leurs eaux usées avant de les rejeter dans le milieu naturel. La communauté de communes du Pays de l'Ourcq (CCPO) assure pour le compte de la commune le service public d'assainissement non collectif (SPANC), qui a pour mission de vérifier la bonne exécution des travaux de réalisation et de réhabilitation, ainsi que le bon fonctionnement et l’entretien des installations,.

#### Eau potable
En 2020, l'alimentation en eau potable est assurée par la communauté de communes du Pays de l'Ourcq (CCPO) qui en a délégué la gestion à une entreprise privée, dont le contrat expire le 31 décembre 2023,,.
Les nappes de Beauce et du Champigny sont classées en zone de répartition des eaux (ZRE), signifiant un déséquilibre entre les besoins en eau et la ressource disponible. Le changement climatique est susceptible d’aggraver ce déséquilibre. Ainsi afin de renforcer la garantie d’une distribution d’une eau de qualité en permanence sur le territoire du département, le troisième Plan départemental de l’eau signé, le 3 octobre 2017, contient un plan d’actions afin d’assurer avec priorisation la sécurisation de l’alimentation en eau potable des Seine-et-Marnais. A cette fin a été préparé et publié en décembre 2020 un schéma départemental d’alimentation en eau potable de secours dans lequel huit secteurs prioritaires sont définis. La commune fait partie du secteur CCPO.

## Population et société

### Démographie
L'évolution du nombre d'habitants est connue à travers les recensements de la population effectués dans la commune depuis 1793. Pour les communes de moins de 10 000 habitants, une enquête de recensement portant sur toute la population est réalisée tous les cinq ans, les populations de référence des années intermédiaires étant quant à elles estimées par interpolation ou extrapolation. Pour la commune, le premier recensement exhaustif entrant dans le cadre du nouveau dispositif a été réalisé en 2004.

En 2022, la commune comptait 330 habitants, en évolution de −8,59 % par rapport à 2016 (Seine-et-Marne : +3,92 %, France hors Mayotte : +2,11 %).
| 1793 | 1800 | 1806 | 1821 | 1831 | 1836 | 1841 | 1846 | 1851 |
| ---- | ---- | ---- | ---- | ---- | ---- | ---- | ---- | ---- |
| 418  | 406  | 410  | 394  | 432  | 420  | 400  | 386  | 384  |

| 1856 | 1861 | 1866 | 1872 | 1876 | 1881 | 1886 | 1891 | 1896 |
| ---- | ---- | ---- | ---- | ---- | ---- | ---- | ---- | ---- |
| 395  | 392  | 382  | 348  | 364  | 383  | 346  | 333  | 319  |

| 1901 | 1906 | 1911 | 1921 | 1926 | 1931 | 1936 | 1946 | 1954 |
| ---- | ---- | ---- | ---- | ---- | ---- | ---- | ---- | ---- |
| 300  | 303  | 267  | 248  | 284  | 278  | 303  | 289  | 313  |

| 1962 | 1968 | 1975 | 1982 | 1990 | 1999 | 2004 | 2006 | 2009 |
| ---- | ---- | ---- | ---- | ---- | ---- | ---- | ---- | ---- |
| 287  | 250  | 226  | 222  | 267  | 272  | 309  | 314  | 350  |

| 2014 | 2019 | 2022 | - | - | - | - | - | - |
| ---- | ---- | ---- | - | - | - | - | - | - |
| 366  | 349  | 330  | - | - | - | - | - | - |

## Économie

### Revenus de la population et fiscalité
En 2017, le nombre de ménages fiscaux de la commune était de 132, représentant 362 personnes et la  médiane du revenu disponible par unité de consommation  de 25 460 euros.

### Emploi
En 2017 , le nombre total d’emplois dans la zone était de 35, occupant 181 actifs  résidants.
Le taux d'activité de la population (actifs ayant un emploi) âgée de 15 à 64 ans s'élevait à  74,7 % contre un taux de chômage de 7 %.
Les 18,3 % d’inactifs se répartissent de la façon suivante : 8,3 % d’étudiants et stagiaires non rémunérés, 6,1 % de retraités ou préretraités et 3,9 % pour les autres inactifs.

### Entreprises et commerces
En 2015, le nombre d'établissements actifs était de 36 dont 12 dans l'agriculture-sylviculture-pêche, 1 dans l’industrie, 7 dans la construction, 12 dans le commerce-transports-services divers et 4  étaient relatifs au secteur administratif.
Ces établissements ont pourvu 21 postes salariés.

### Agriculture
Tancrou est dans la petite région agricole dénommée l'« Orxois », à l'extrême nord-est du département et s'étendant sur les épartements de l'Aisne et de l'Oise. En 2010, l'orientation technico-économique de l'agriculture sur la commune est diverses cultures (hors céréales et oléoprotéagineux, fleurs et fruits).
Si la productivité agricole de la Seine-et-Marne se situe dans le peloton de tête des départements français, le département enregistre un double phénomène de disparition des terres cultivables (près de 2 000 ha par an dans les années 1980, moins dans les années 2000) et de réduction d'environ 30 % du nombre d'agriculteurs dans les années 2010. Cette tendance n'est pas confirmée au niveau de la commune qui voit le nombre d'exploitations rester constant entre 1988 et 2010. Parallèlement, la taille de ces exploitations diminue, passant de 94 ha en 1988 à 81 ha en 2010.
Le tableau ci-dessous présente les principales caractéristiques des exploitations agricoles de Tancrou, observées sur une période de 22 ans : 
|                                      | 1988 | 2000 | 2010 |
| ------------------------------------ | ---- | ---- | ---- |
| Dimension économique,                |      |      |      |
| Nombre d’exploitations (u)           | 10   | 10   | 10   |
| Travail (UTA)                        | 19   | 15   | 24   |
| Surface agricole utilisée (ha)       | 937  | 912  | 808  |
| Cultures                             |      |      |      |
| Terres labourables (ha)              | 905  | 863  | 758  |
| Céréales (ha)                        | 557  | 529  | 424  |
| dont blé tendre (ha)                 | 433  | 479  | 362  |
| dont maïs-grain et maïs-semence (ha) | 74   | s    | s    |
| Tournesol (ha)                       | s    |      | s    |
| Colza et navette (ha)                | 71   | s    | 66   |
| Élevage                              |      |      |      |
| Cheptel (UGBTA)                      | 88   | 79   | 108  |

## Culture locale et patrimoine

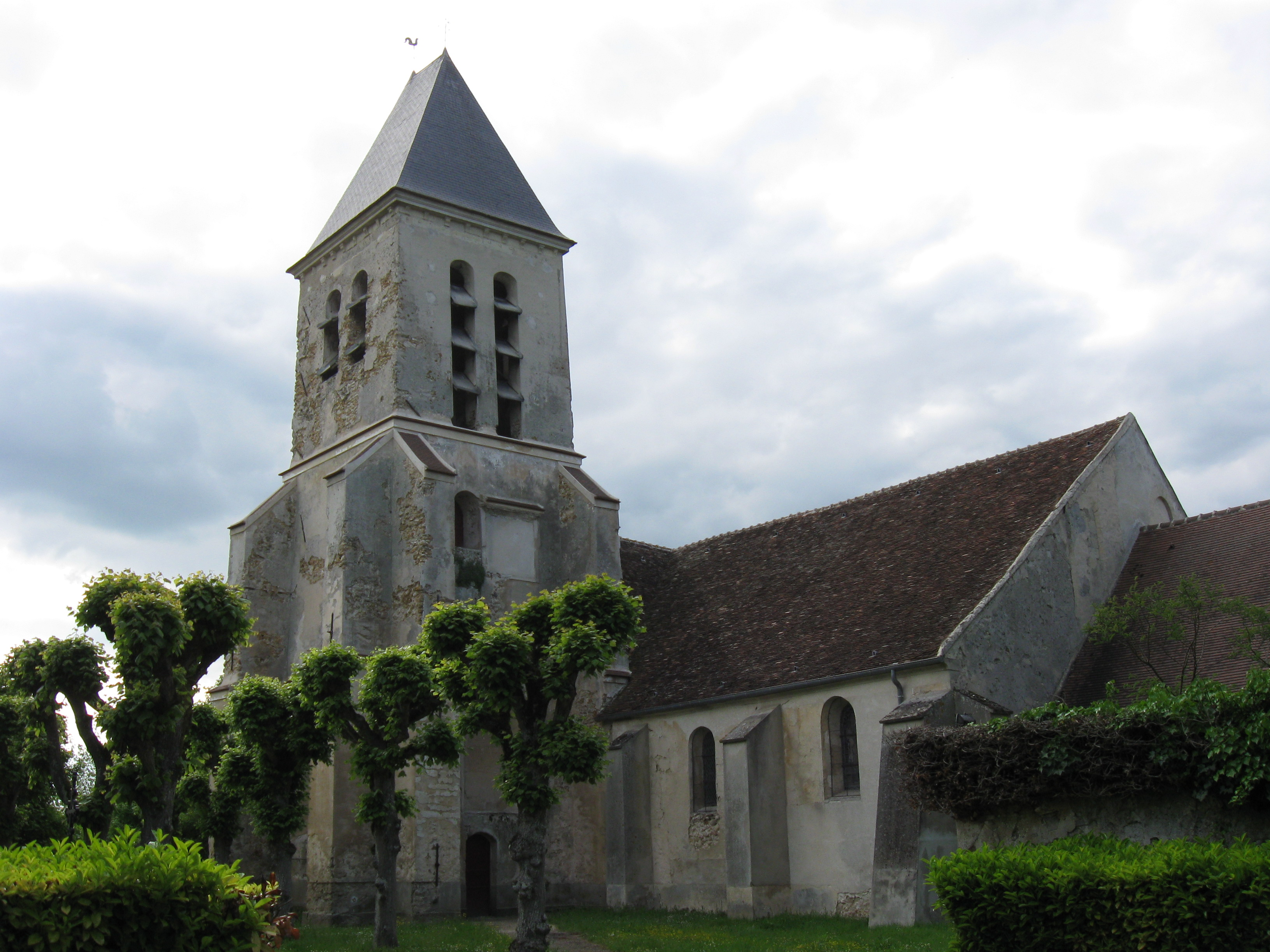
Église Saint-Donatien-et-Saint-Rogatien

### Lieux et monuments
- Église Saint-Donatien-et-Saint-Rogatien inscrite au titre des monuments historiques[53].

### Personnalités liées à la commune
- Alain Delon et Romy Schneider ont vécu pendant cinq ans à la fin des années 1950 au prieuré proche de l'église[54].
- Le poète Marie Magu a passé son enfance à Tancrou[55].